# Nuits-Saint-Georges
Nuits-Saint-Georges este o comună în departamentul Côte-d'Or, Franța. În 2009 avea o populație de 5,618 de locuitori.

## Evoluția populației
| An        | 1975  | 1982  | 1990  | 1999  | 2006  | 2009  |
| --------- | ----- | ----- | ----- | ----- | ----- | ----- |
| Populație | 5,063 | 5,459 | 5,569 | 5,573 | 5,320 | 5,618 |

## Personalități
- François Félix Tisserand, astronom francez.